# Бобруйские отклики
«Бобруйские отклики» — ежедневная буржуазно-либеральная газета. Выходила с 11 (24) августа 1911 по 16 (29) мая 1912 года в Бобруйске на русском языке.

## Направление газеты, её содержание
В 1910-х гг. в Бобруйске выходило более десяти газет на русском, польском, идиш, немецком языках. Отдельный номер бобруйской газеты стоил 5 коп., подписка на год − 6 рублей, − что было вполне приемлемо для обывателя.
«Бобруйские отзвуки» освещали общественную, экономическую и культурную жизнь города, Северо-Западного края, политическую жизнь Российской империи, работу Государственной думы, Государственного совета, международную жизнь. Печатала "Телеграммы «Бобруйских откликов» Петербургского телеграфного агентства.
Газета публиковала распоряжения местных властей, городскую хронику, частные объявления, произведения местных авторов. Примечателен «литературный, художественный и театральный отдел», где с демократических позиций характеризовались произведения Л. Толстого, Максима Горького, Л. Андреева, К. Гамсуна, Г. Ибсена, А. Стриндберга. Особо подчёркивались морально-философская концепция Л. Толстого и демократические воззрения А. И. Герцена. Газета критиковала декадентские и формалистические тенденции в искусстве, выступала за идейность театра. За перепечатку статьи В. И. Ленина «Памяти Герцена» газета оштрафована властями на 500 рублей.
Издатели − Я. Марголин и Б. Иоселев, редакторами попеременно − Я. Марголин, Б. И. Гинзбург, И. Е. Соловейчик.